# Cezar Petrescu
Cezar Petrescu (Cotnari, 1 de dezembro de 1892 – Bucareste, 9 de março de 1961) foi um jornalista, romancista e escritor infantil romeno.
Inspirou-se nas obras de Honoré de Balzac, tentando escrever uma colecção romena de romances que espelhasse A Comédia Humana de Balzac. Esteve também sobre influência da crítica do Sămănătorul da sociedade romena.
Enquanto jornalista, Cezar Petrescu tornou-se conhecido como um dos editores da revista Gândirea, ao lado de Nichifor Crainic e Lucian Blaga. Durante muito tempo foi membro do Partido Nacional dos Agricultores, e escreveu muito para os seus meios de comunicação, em especial para o Aurora.
As suas obras principais consistem em romances como Întunecare ("Escuridão"; 1928), Calea Victoriei (o nome de uma avenida de Bucareste; 1930), Dumenica orbului ("O Domingo do Cego"; 1934), e Noi vrem pământ ("Queremos terra"; 1938).
Apesar da sua obra prolífica enquanto romancista, Petrescu é lembrado principalmente pelos seus livros infantis Fram, ursul polar ("Fram, o urso polar" — a personagem do circo animal que recebeu o mesmo nome que Fram, o navio usado por Fridtjof Nansen nas suas expedições).

## Obras
As obras de Cezar Petrescu compreendem cerca de setenta volumes - romances, novelas, peças de teatro, prosa fantástica e literatura para crianças, estudos, notas de viagem e memórias.

### Crónicas romenas do século XX
- Rodul pământului
  - Scrisorile unui răzeș, 1922
- Război și pace
  - Întunecare, 2 vol., 1927 - 1928
  - Ochii strigoiului, 1942
  - Plecat fără adresă
  - Sosit fără adresă
- Capitala care ucide
  - Calea Victoriei, 1930
  - Greta Garbo, 1932
  - Duminica orbului, 1934
  - Carlton
  - Oraș patriarhal, 1930
- Ciclul 1907 - Mane, Tekkel, Fares, 1937
  - Noi vrem pământ, 1938
  - Pământ … mormânt,

- Comoara regelui Dromichet, 1931
- Aurul negru, 1934
- Apostol, 1933 și 1944 - Escrito em memória da sua primeira esposa, Nicolae Apostol.

### Literatura para crianças
- Fram, ursul polar, 1931
- Cocârț și bomba atomică, 1945
- Pif - Paf - Puf, 1945
- Omul de zăpadă, 1945
- Iliuță copil, 1945
- Neghiniță, 1945